# Silvio Gesell
Pour les articles homonymes, voir Gesell.
 (janvier 2010).
Si vous disposez d'ouvrages ou d'articles de référence ou si vous connaissez des sites web de qualité traitant du thème abordé ici, merci de compléter l'article en donnant les références utiles à sa vérifiabilité et en les liant à la section « Notes et références ».
Jean Silvio Gesell, né le 17 mars 1862 à Saint-Vith aujourd'hui en Belgique, autrefois en Prusse et mort le 11 mars 1930 à Oranienburg dans la coopérative Eden en Allemagne, est un commerçant, théoricien monétaire et initiateur de la monnaie franche.
En 1916, il publie son ouvrage majeur L'Ordre économique naturel. Il y présente sa théorie de la monnaie franche qui le rendra célèbre, laquelle consiste en la mise en circulation d'une monnaie fondante c'est-à-dire qui se déprécie à intervalle fixe (tous les mois ou tous les deux mois...).
Influencé par la pensée de Pierre-Joseph Proudhon, proche des anarchistes Gustav Landauer et Erich Mühsam, il est en 1919, commissaire du peuple aux finances de l'éphémère gouvernement d'Ernst Niekish lors de la République des conseils de Bavière.

## Sa vie
Mathilde Talbot, la mère de Silvio Gesell était catholique wallonne, francophone . Ernst Gesell, son père,  originaire d'Aix-la-Chapelle, de confession  protestante, était percepteur des contributions du canton de Malmedy (qui passera de la souveraineté allemande à la souveraineté belge au lendemain de la première guerre mondiale). Silvio était le septième enfant d'une fratrie de neuf frères et sœurs.
Après avoir fréquenté l'école à Saint-Vith, Gesell part au lycée de Malmedy. Il doit pourvoir tôt à sa subsistance, renonce par conséquent aux études et est engagé à la poste impériale allemande à l'âge de 16 ans. La carrière de fonctionnaire ne lui convient cependant pas. Il décide d'apprendre la profession de commerçant auprès de ses frères aînés, Paul et Roman, à Berlin. Puis il passe deux ans en tant que correspondant à Malaga (Espagne). À contrecœur il retourne à Berlin, pour faire son service militaire, qu'il parvient à effectuer en une seule année. Ensuite, il travaille en tant qu'employé commercial à Brunswick et Hambourg.
En 1887, il part pour Buenos Aires (Argentine), où il s'installe à son propre compte et ouvre une filiale de l'affaire de Berlin. Cette même année, il épouse Anna Boettger à Montevideo. Les crises économiques importantes qui fragilisent le pays attisent sa réflexion sur la problématique structurelle du capitalisme. En 1891, il publie à compte d'auteur ses deux premiers ouvrages : Die Reformation des Münzwesens als Brücke zum sozialen Staat (La Réforme du régime monétaire, étape vers un État social) et Nervus Rerum-Fortzetzung zur Reformation im Münzwesen (Le fond du problème-Prolongements à la Réforme du régime monétaire . Après avoir transmis en 1890 son affaire argentine à son frère, il retourne en Europe en 1892. En 1895 il fait rentrer son frère Ernst comme associé dans sa société la Casa Gesell. En 1898 il confie la direction de sa société à Ernst et rentre en Europe afin d'y diffuser ses idées.
Après un court passage en Allemagne à Weimar près de son frère Roman, séjour au cours duquel il subit les critiques de l'économiste Karl Helfferich, il s'établit en Suisse, aux Hauts-Geneveys dans le Canton de Neuchâtel et y acquiert une propriété rurale. Parallèlement à son activité agricole il se consacre plus encore à des études économiques et à l'écriture. En 1902 il fonde la revue, plus ou moins mensuelle, Die Geldreform (La réforme monétaire) qui devient en 1904 Die Geld-und Bodenreform (La Réforme agraire et monétaire) qui paraît trois années durant, ce qui lui permet d'amorcer un réseau de pairs. En 1906 il publie Die Verwirklichung des Rechtes auf des vollen Arbeitsertrag durch die Geld-und Bodenreform (La mise ne pratique du droit au produit intégral du travail par la réforme de la monnaie et du sol). En 1907 le décès de son frère Ernst le rappelle quelque temps en Argentine, où il confie la Casa Gesell à ses deux fils avant de regagner l'Allemagne en 1911.
Il  s'établit à Oranienburg dans la coopérative agricole Eden (de) une communauté végétarienne, terrain d'expérimentations sociales . Cette même année 1911, il publie à Berlin Die neue Lehre vom Geld und Zins (Les lois nouvelles de la monnaie et de l’intérêt). En 1912 il y créé, avec Georg Blumenthal (de), la revue « Der Physiokrat », en référence à François Quesnay (la revue cessera de paraître en 1916, victime de la censure).
Du fait de la Première Guerre mondiale, Gesell quitte l'Allemagne en 1915 pour s'établir en Suisse. C'est là que, en 1916, il refond, remanie et publie en auto-édition les deux ouvrages de 1906 et 1911 sous le nouveau titre Die natürliche Wirtschaftsordnung durch Freiland und Freigeld (L'ordre économique naturel fondé sur l'affranchissement du sol et de la monnaie ou plus simplement L'Ordre économique naturel).
Après la guerre, en 1919, Gesell voyage à Berlin. Le 1er avril il est à Munich en pleine révolution socialiste. Le gouvernement révolutionnaire de la République des conseils de Bavière lui offre d'abord un siège dans la commission de socialisation et fait de lui peu après son commissaire aux finances. S'assurant la collaboration de son ami, le docteur Theophil Christen (de), il prend ses fonctions le 7 avril. Le 14 le gouvernement est renversé. Le 1er mai il est arrêté et emprisonné (comme bien d'autres dont Gustav Landauer qui sera assassiné en prison). Après la fin sanglante de la République des conseils, Gesell, accusé de haute trahison, passe en jugement le 9 juillet devant un tribunal d'État de Munich. Il est acquitté, ainsi que son ami Christen, à l'unanimité. Les frais du procès sont à la charge du Trésor public.
Devenu persona non grata même en Suisse, Gesell s'installe en 1919 à Rehbrücke, près de Potsdam. Au début des années 1920, l'inflation et l'hyperinflation régnant en Allemagne, les thèses de Gesell sont peu entendues mais eurent une certaine influence au sein du mouvement national-socialiste d'Autriche et des Sudètes, où elles entrèrent en concurrence avec celles de Gottfried Feder. En 1924-25, il séjourne en Argentine. En 1927, il revient à Eden/Oranienburg. C'est là qu'il publie en 1927 Der abgebaute Staat (L’État démantelé). C'est là aussi qu'il succombe d'une pneumonie le 11 mars 1930 .

## Recherches et observations
Alors que l'industrialisation était en plein essor en Europe à cette époque, la puissance coloniale espagnole empêchait un développement autonome de l'Argentine. Le gouvernement espagnol était intéressé par les gisements d'argent (d'où l'« Argentine »), et non pas par un développement autonome de l'agriculture, du commerce et de l'industrie. Cela aurait forcé l'Espagne à des importations importantes de sa propre colonie.
Après la chute du dictateur Juan Manuel de Rosas, entra en vigueur en 1853 une constitution libérale qui ouvrit le pays aux immigrants. L'économie commença à prospérer, la laine de mouton devint l'article d'exportation le plus important. Un recul de la conjoncture mondiale au milieu des années 1870 et l'introduction d'une monnaie indexée sur l'or provoquèrent en 1890 une nouvelle crise économique. L'économie basée sur l'exportation fut bridée par les dispositions de garantie-or. Les signes typiques d'une spirale déflationniste se développèrent : 
Masse monétaire en diminution → baisse des salaires → thésaurisation  (recul de la consommation) → stocks de marchandises → faillites d'entreprises → renvois → chômage de masse.
La tentative du gouvernement de mettre en place une politique inflationniste échoua, car la population accumula le nouvel argent par peur de l'avenir. L'offre resta excessive, les prix baissèrent encore rapidement jusqu'au niveau d'avant. Des augmentations de prix à long terme auraient rendu l'épargne moins attractive, auraient poussé à plus de consommation, et auraient relancé l'économie intérieure.
Ces instabilités économiques amenèrent Gesell à réfléchir à la nature de l'argent, dans son propre intérêt commercial.

### Aperçus et conséquences
Gesell est arrivé à la conviction suivante :
Dans la nature tout est soumis au changement rythmique du «  Devenir et Disparaître »  (Werden und Vergehen) - seule la monnaie semble soustrait au caractère passager de ce monde. Puisque la monnaie, contrairement aux marchandises, ne « rouille » ni ne « s'abîme », le détenteur peut attendre, jusqu'à ce que les marchandises soient assez bon marché pour lui. Des commerçants sont forcés d'abaisser leurs prix, puis ils doivent couvrir leurs frais par des crédits. Le possesseur de monnaie fait payer ce besoin par l'intérêt. Ces rentrées d'intérêts ne profitent toutefois pas à la communauté, mais sont prêtés à nouveau (intérêts composés). De cette façon, de plus en plus de monnaie est extrait du flux économique. Des richesses « improductives » sont accumulées où elles ne sont pas nécessaires. À l'opposé, la monnaie « gagnée » est enlevé à la population active. Pour surmonter cette position dominante, la monnaie, dans son essence, doit imiter la nature.
La monnaie doit « rouiller » conformément à la proposition de Gesell, ce qui signifie qu'elle doit perdre périodiquement de sa valeur. Aussitôt qu'elle est « éphémère », elle n'a plus de position dominante (« liquidité ») sur le marché par rapport au travail humain et aux produits, de telle sorte qu'elle doit se mettre au service du marché, sans intérêts. Ainsi, la monnaie sert à l'homme, et pas l'homme la monnaie.
La réévaluation sur le niveau antérieur doit avoir lieu à l'aide de « la monnaie libre » (Freigeld).  Chacun serait ainsi désireux de ne pas garder sa monnaie trop longtemps. Celui qui n'a pas besoin de biens, peut ainsi payer régulièrement ses dettes, ses factures, son loyer, etc.  Ainsi, de la monnaie est disponible à tout moment et pour tous.
C'est pourquoi Gesell lui a donné le nom « monnaie libre » (Freigeld). Il est à tout moment librement disponible, car personne ne serait stupide au point d'accepter une perte de valeur progressive vers zéro. Une telle monnaie est une vraie monnaie, car la monnaie doit servir d'instrument d'échange, et ne pas paralyser l'économie par son accumulation.

### Monnaie stable, économie stable
Par la circulation monétaire constante, sa quantité peut être dosée de telle sorte que le pouvoir d'achat de la monnaie, ainsi que les prix, restent stables. Il y aurait toujours des fluctuations naturelles des prix  par le fait d'innovations permanentes. Les produits démodés seraient retirés rapidement du marché, ne serait-ce que par leur don aux nécessiteux. Il n'y aurait pas ainsi de fluctuations importantes  dans l'économie, ni déflation ni inflation. D'après Gesell, les désordres sociaux dus à un chômage élevé seraient également éliminés de façon durable.
La découverte d'un ordre « naturel » de la monnaie, ressenti comme tel par Gesell, a changé sa vie du tout au tout. Il est devenu un réformateur social, ses réflexions furent une contribution importante à la résolution de la question sociale. Ses premiers écrits en seront la conséquence (Die Reformation im Münzwesen als Brücke zum sozialen Staat, Nervus rerum et Die Verstaatlichung des Geldes). Suivirent une abondance de brochures, de livres et d'essais en allemand et en espagnol.
En 1900, Gesell s'installe à Neuchâtel (Suisse), pour se consacrer à l'agriculture et, en tant qu'autodidacte, à l'étude de la théorie économique. Son principal livre parut en 1916 Die natürliche Wirtschaftsordnung durch Freiland und Freigeld (L'ordre économique naturel fondé sur l'affranchissement du sol et de la monnaie), a été traduit en plusieurs langues et réédité de nombreuses fois.

## Engagement politique
En avril 1919, il fut nommé par Ernst Niekish au poste de commissaire du peuple aux finances, qu'il n'exerça toutefois que durant une semaine. Après la fin de la République des conseils de Bavière, Gesell fut tout d'abord accusé de haute trahison, puis acquitté. À cause de sa participation aux événements de Munich, le retour sur son exploitation agricole lui fut refusé par les autorités suisses. Après cela, Gesell se retire à colonie coopérative cofondée par Franz Oppenheimer à Oranienburg/Eden. Il y décède le 11 mars 1930.

## Applications, expérimentations
Peu de temps après, deux expériences réussies d'argent libre ont lieu à  Schwanenkirchen dans la forêt bavaroise et Wörgl au Tyrol. L'expérience d'argent libre (Wära-Freigeldexperiment) mise en œuvre par le Dr. Nordwall sur l'île de Norderney, appartient également à cette série d'études pratiques d'économie libre.
Ces projets pouvaient faire front aux mauvaises conséquences de la crise de l'économie mondiale dans les années 1930. Les idées de Gesell fonctionnèrent très bien. Toutefois, les responsables ont fait l'erreur d'imprimer de « véritables billets » faisant ainsi concurrence aux banques nationales. Ainsi, les projets purent être interdits.
Selon des critiques, les banques ont fait cela dans leur propre intérêt, et non pas dans l'intérêt de la population qui s'appauvrit immédiatement à nouveau. Partout dans le monde on entendra parler de ces projets ; particulièrement en France et aux États-Unis où on désira les imiter, pour contrôler les crises intérieures.
Les deux principales limites de ces expériences sont, selon la plupart des économistes :

- le caractère local de ces monnaies, qui interdisent tout échange commercial avec l'extérieur.

- la fongibilité de ces monnaies, qui interdisent toute épargne et donc tout investissement.

Ces deux limites décisives expliquent pourquoi toutes les expériences de «monnaies naturelles» furent très limitées dans le temps (quelques mois) et dans l'espace (quelques villages).

### Banque WIR
En 1934, la Banque WIR s'inspire des travaux de Silvio Gesell sur la monnaie franche. Elle utilise d'autre part son  système de monnaie fondante jusqu'en 1948. Le principe de la monnaie franche reste utilisé, conjointement avec le franc suisse, en fonction des besoins et prévisions de dépense de chacun des clients-membres.

### Nice
En 1933 se constitue à Nice un Comité national de la mutuelle d'échanges qui créée des bons d'échanges destinés à circuler uniquement entre les adhérents, essentiellement des commerçants.(Les statuts du Comité paraissent dans la presse le 12 septembre, la création de l'association étant annoncée officiellement au J.O. le 10 décembre de la même année). Sous le ministère Laval, une intervention de la Banque de France frappe l'expérience d'illégalité. Un joaillier du nom de Soriano, qui participa à cette expérience viendra apporter après-guerre son soutien à « la commune libre de Lignières-en-Berry »,

### Lignières-en-Berry et Marans
Deux brèves expériences ont eu lieu respectivement dans le Cher en 1956 et en Charente-Maritime en 1957. Émises par une association  sous le terme de « bons d’échange » ou de « bons de travail » , ces monnaies franches durent être abandonnées à la suite de l'adoption en décembre 1958 de l'ordonnance interdisant « l’émission ou la mise en circulation de moyen de paiement ayant pour objet de suppléer ou de remplacer les signes monétaires ayant cours légal ».
Pierre Tournadre, horloger, et Georges Lardeau, directeur du cinéma, pour faire face à l'exode rural et au dépérissement économique, déclarèrent le 26 avril 1956 « la commune libre de Lignières-en-Berry ». La monnaie franche est émise en août 1956. Tandis que l'expérience commence à faire parler d'elle, et dans un contexte de développement du poujadisme, le gouvernement commence par déposer un projet de loi en décembre pour tenter d'interdire ce genre d'entreprise. En juin 1957 une enquête de police judiciaire diligentée ne trouve rien à charge. La revue "Science et Vie" (Étienne Dugue, La monnaie accélérée, numéro 488, mai 1958) fait le récit de cette expérience à laquelle viendra mettre fin l'ordonnance de 58-1298 datée du 24 décembre 1958,.
Marino-Bertil Issautier rendit compte des expériences de Lignières et de Marans dans Perspectives d'une Révolution Économique et Monétaire, une édition spéciale des Cahiers de la Pensée et de l'Action, Paris, 1961.

## Adoption, oubli et renaissance de sa pensée
Jean Barral forgea le néologisme franchisme (il fut l'auteur de La Révolution économique. Paris 1935).
Fondée en 1915, la ligue franchiste suisse (Freiland-Freigeld-Bund), prend le nom de Schweizer Freiwirtschaftsbund en 1924. Th. Christen, Hans Bernoulli, Werner Schmid, Hans Konrad Sonderegger, Fritz Schwarz et Friedrich Salzmann comptèrent parmi ses principaux représentants.
En Allemagne après la Seconde Guerre mondiale des partisans des idées de Gesell se constituent en parti, le Radikalsoziale Freiheitspartei (de) qui changera ensuite de nom pour devenir le Freisoziale Union (de). Ces formations politiques n'obtiennent que de très faibles suffrages. Une institution, la Silvio-Gesell-Haus est créée entre Wuppertal et Neviges pour accueillir réunions et colloques.
Des situations de chômage de masse et de déflation dans de nombreux pays ont conduit des communautés d'individus à créer des monnaies locales et complémentaires à la monnaie d'État, comme les systèmes d'échange local (SEL) ou des monnaies régionales en Argentine et en Allemagne (le regiogeld, dont chiemgauer) fonctionnant sur les principes de la monnaie franche.
Le regio fonctionne comme une « monnaie complémentaire » à l'euro, et est à parité avec elle. La   circulation de la monnaie est garantie par le caractère périssable de la monnaie. Les billets sont protégés tout comme l'euro de la contrefaçon et sont garantis de l'inflation du fait de sa perte régulière de valeur. On peut aussi citer l'expérience de la « commune libre de Lignières (Cher) » en 1956,.

## Ses écrits
- Die Reformation im Münzwesen als Brücke zum sozialen Staat (1891)
- Nervus rerum (1891)
- Die Verstaatlichung des Geldes (1892)
- El Sistema Monetario Argentino - Sus Ventajas y su Perfeccionamento (1893)
- Die Anpassung des Geldes und seiner Verwaltung an die Bedürfnisse des modernen Verkehrs (1897)
- La Cuestion Monetaria Argentina (1898)
- Die argentinische Geldwirtschaft und ihre Lehren (1900)
- Das Monopol der schweizerischen Nationalbank (1901)
- Die Verwirklichung des Rechts auf den vollen Arbeitsertrag durch die Geld-  und Bodenreform (1906)
- Die neue Lehre von Geld und Zins (1911)
- L'Ordre économique naturel (1916)
  - Traduit en 1958 en anglais avec des révisions, The Natural Economic Order, Londres, Peter Owen
  - Traduction française de Félix Swinne, L’Ordre économique naturel, 1948.
- Gold oder Frieden? Vortrag, gehalten à Berne le 28 avril 1916 (1916)
- Freiland, die eherne Forderung des Friedens - Vortrag, gehalten im Weltfriedensbund à Zürich le 5 juillet 1917 à Zürich (1917)
- Münchener Verteidigungsrede - veröffentlicht in « Die Freiwirtschaft vor Gericht » de Richard Hofmann (1918) (voir aussi : Münchner Räterepublik)
- Der Abbau des Staates nach Einführung der Volksherrschaft. Denkschrift an die zu Weiumar versammelten Nationalräte (1919 - 2e édition (1921)
- Die gesetzliche Sicherung der Kaufkraft des Geldes durch die absolute Währung. Denkschrift zu einer Eingabe an die Nationalversammlung (1919)
- Das Reichswährungsamt. Wirtschaftliche, politische und finanzielle Vorbereitung für seine Einrichtung (1920)
- Internationale Valuta-Assoziation (IVA). Voraussetzung des Weltfreihandels - der einzigen für das zerrissene Deutschland in Frage kommeneden Wirtschaftspolitik (1920)
- An das deutsche Volk! Kundgebung des Freiwirtschaftlichen Kongresses zu Hannover (1921)
- Deutsche Vorschläge für die Neugründung des Völkerbundes und die Übetprüfung des Versailler Vertrages. Öffentlicher Vortrag, gehalten in der Aula des Gymnasiums zu Barmen am 20. Dezember 1920 (1921)
- Die Wissenschaft und die Freiland-Freigeldlehre. Kritik und Erwiderung (ohne Verfasserangabe erschienen) (1921)
- Denkschrift für die Gewerkschaften zum Gebrauch bei ihren Aktionen in der Frage der Währung, der Valuta und der Reparationen (1922)
- Zweite Denkschrift für die deutschen Gewerkschaften zum Gebrauch bei ihren Aktionen gegen den Kapitalismus (die Ausbeutung, ihre Ursachen und ihre Bekämpfung). Eine Gegenüberstellung meiner Kapitaltheorie und derjenigen von Karl Marx. Vortrag, gehalten in der Sozialistischen Vereinigung zur gegenseitigen Weiterbildung in Dresden am 8. Mai 1922 (1922)
- Die Diktatur in Not. Sammelruf für die Staatsmänner Deutschlands (1922)
- Das Trugbild der Auslandsanleihe und ein neuer Vorschlag zum Reparationsproblem. Eine weltwirtschaftliche Betrachtung, eine Warnung vor Illusionen und ein positiver Lösungsvorschlag (1922)
- Der verblüffte Sozialdemokrat (Gesell-Acratillo 1922)
- Der Aufstieg des Abendlandes. Vorlesung, gehalten zu Pfingsten 1923 in Basel auf dem 1. Internationalen Freiland-Freigeldkongress (1923)
- Das Problem der Grundrente (Gesell-Sernocelli-Roth 1925)
- Die allgemeine Enteignung im Lichte physiokratischer Ziele (1926)

## Citations
« Nous voudrions spécialement certifier de notre estime pour des pionniers tels que Proudhon, Walras, et Silvio Gesell, qui accomplirent la grande réconciliation entre individualisme et collectivisme sur laquelle l'ordre économique pour lequel nous nous battons doit reposer. »

— Maurice Allais

« Les économistes universitaires sont prêts à ignorer les « doux dingues », en particulier les réformateurs de la monnaie. Johannsen, Foster et Catchings, Hobson et Gesell ont tous eu de brillantes contributions à faire à notre époque, mais n'ont pu se faire écouter. Il est à espérer, que dans le futur les économistes accorderont une  oreille compatissante à ceux qui sont doués d'une grande intuition économique. »

— Lawrence Klein

« Pendant les années d'après-guerre, ses disciples nous bombardèrent d'exemplaires de ses ouvrages. [...] nous estimions, comme les autres économistes universitaires, que ses efforts profondément originaux ne méritaient guère plus d'attention que l'œuvre d'un déséquilibré. [...] Attirant à lui la faveur quasi religieuse dont Henry George avait jadis été l'objet, Gesell devint le prophète vénéré d'un culte groupant à travers le monde des milliers de disciples. [...] Depuis la mort de Gesell survenue en 1930 une grande partie de la ferveur spéciale que suscitent les doctrines comme les siennes s'est portée sur d'autres prophètes (moins éminents à notre avis). »

— John Maynard Keynes[réf. souhaitée]

« Le plus grand économiste de notre temps (Keynes) a consacré de nombreuses pages à célébrer les mérites d'auteurs très secondaires, tels que le Major Douglas ou Silvio Gesell. »

— Henri Denis, Histoire de la pensée économique.

« Plusieurs auteurs, tels Dillard (1940; 1942), Seccareccia (1988) et Herland (1992) se sont penchés sur l’oeuvre de Gesell afin d’identifier la trajectoire théorique qui va de Proudhon et Gesell à Keynes, en passant par Wicksell »

— Nathalie Ferreira.